# Copa México 1974-75
La Copa México 1974-75 fue la 59.ª edición de la Copa México, la 32.ª en la era profesional.
El torneo empezó el 7 de agosto de 1974 y concluyó el 20 de julio de 1975, en el cual la UNAM logró el título por primera vez.
En esta edición se jugó una fase de grupos entre los 20 equipos de la Primera División.

## Grupo 1
| Equipo        | Pts. | PJ | PG | PE | PP | GF | GC | Dif |
| ------------- | ---- | -- | -- | -- | -- | -- | -- | --- |
| América       | 15   | 8  | 7  | 1  | 0  | 17 | 2  | +15 |
| Toluca        | 12   | 8  | 5  | 2  | 1  | 15 | 3  | +12 |
| Guadalajara   | 6    | 8  | 2  | 2  | 4  | 9  | 11 | -2  |
| Ciudad Madero | 4    | 8  | 1  | 2  | 5  | 5  | 19 | -14 |
| UANL          | 3    | 8  | 1  | 1  | 6  | 10 | 21 | -10 |

## Grupo 2
| Equipo        | Pts. | PJ | PG | PE | PP | GF | GC | Dif |
| ------------- | ---- | -- | -- | -- | -- | -- | -- | --- |
| Leones Negros | 12   | 8  | 5  | 2  | 1  | 20 | 12 | +8  |
| Monterrey     | 9    | 8  | 4  | 1  | 3  | 9  | 7  | +2  |
| León          | 9    | 8  | 3  | 3  | 2  | 16 | 15 | +1  |
| Zacatepec     | 5    | 8  | 1  | 3  | 4  | 7  | 12 | -5  |
| Atlante       | 5    | 8  | 2  | 1  | 5  | 8  | 14 | -6  |

## Grupo 3
| Equipo              | Pts. | PJ | PG | PE | PP | GF | GC | Dif |
| ------------------- | ---- | -- | -- | -- | -- | -- | -- | --- |
| Atlético Español    | 12   | 8  | 5  | 2  | 1  | 16 | 8  | +8  |
| Laguna              | 9    | 8  | 4  | 1  | 3  | 14 | 13 | +1  |
| Jalisco             | 8    | 8  | 3  | 2  | 3  | 12 | 11 | +1  |
| Unión de Curtidores | 8    | 8  | 2  | 4  | 2  | 13 | 15 | -2  |
| Puebla              | 3    | 8  | 0  | 3  | 5  | 10 | 18 | -8  |

## Grupo 4
| Equipo            | Pts. | PJ | PG | PE | PP | GF | GC | Dif |
| ----------------- | ---- | -- | -- | -- | -- | -- | -- | --- |
| UNAM              | 12   | 8  | 5  | 2  | 1  | 20 | 10 | +10 |
| Cruz Azul         | 11   | 8  | 4  | 3  | 1  | 16 | 11 | +5  |
| Atlético Potosino | 8    | 8  | 2  | 4  | 2  | 10 | 12 | -2  |
| Atlas             | 5    | 8  | 2  | 1  | 5  | 15 | 18 | -3  |
| Veracruz          | 4    | 8  | 1  | 2  | 5  | 9  | 19 | -10 |

## Grupo final
| Equipo           | Pts. | PJ | PG | PE | PP | GF | GC | Dif |
| ---------------- | ---- | -- | -- | -- | -- | -- | -- | --- |
| UNAM             | 10   | 6  | 4  | 2  | 0  | 7  | 2  | +5  |
| Leones Negros    | 7    | 6  | 3  | 1  | 2  | 10 | 8  | +2  |
| Atlético Español | 6    | 6  | 3  | 0  | 3  | 12 | 10 | +2  |
| América          | 1    | 6  | 0  | 1  | 5  | 3  | 12 | -9  |

| 2 de julio de 1975 | Leones Negros | 0:1 (0:0) | UNAM        | Estadio Jalisco, Guadalajara       |                                    |
|                    |               |           | Cuéllar 57' | Árbitro(s): Marco Antonio Dorantes | Árbitro(s): Marco Antonio Dorantes |

| 3 de julio de 1975 | Atlético Español                           | 4:1 (2:0) | América     | Estadio Azteca, Ciudad de México    |                                     |
|                    | Pardo 30' · Muñante 42' · Brandon 56', 80' |           | Reinoso 88' | Árbitro(s): Enrique Mendoza Guillén | Árbitro(s): Enrique Mendoza Guillén |

| 5 de julio de 1975 | UNAM | 0:0 | Leones Negros | Estadio Universitario, Ciudad de México |  |
|                    |      |     |               | Árbitro(s): Domingo de la Mora          |  |

| 6 de julio de 1975 | América | 0:1 (0:0) | Atlético Español | Estadio Azteca, Ciudad de México |                           |
|                    |         |           | Manzo 68'        | Árbitro(s): Jorge Narváez        | Árbitro(s): Jorge Narváez |

| 9 de julio de 1975 | América    | 1:2 (0:1) | Leones Negros       | Estadio Azteca, Ciudad de México  |                                   |
|                    | Castro 59' |           | Nené 11' · Jair 61' | Árbitro(s): Abel Aguilar Elizalde | Árbitro(s): Abel Aguilar Elizalde |

| 10 de julio de 1975 | UNAM                  | 3:1 (0:1) | Atlético Español | Estadio Universitario, Ciudad de México |                                 |
|                     | Cabinho 80', 84', 89' |           | Brandon 1'       | Árbitro(s): Mario Rubio Vázquez         | Árbitro(s): Mario Rubio Vázquez |

| 12 de julio de 1975 | Leones Negros                        | 4:1 (3:0) | América   | Estadio Jalisco, Guadalajara |                             |
|                     | Jair 14', 16' · Nene 34' · Rivas 75' |           | Ordaz 48' | Árbitro(s): Arturo Yamasaki  | Árbitro(s): Arturo Yamasaki |

| 13 de julio de 1975 | Atlético Español          | 1:2 (1:2) | UNAM                            | Estadio Azteca, Ciudad de México |                            |
|                     | Rodríguez Vega 41' (pen.) |           | Mejía Barón 13' · Cabalceta 38' | Árbitro(s): Javier Galindo       | Árbitro(s): Javier Galindo |

| 16 de julio de 1975 | Leones Negros                                   | 4:2 (2:0) | Atlético Español        | Estadio Jalisco, Guadalajara        |                                     |
|                     | Martínez 18' (pen.), 29' · Gómez 67' · Jair 90' |           | Pardo 68' · Brandon 81' | Árbitro(s): Enrique Mendoza Guillén | Árbitro(s): Enrique Mendoza Guillén |

| 17 de julio de 1975 | América | 0:1 (0:1) | UNAM       | Estadio Azteca, Ciudad de México |                             |
|                     |         |           | García 39' | Árbitro(s): Arturo Yamasaki      | Árbitro(s): Arturo Yamasaki |

| 19 de julio de 1975 | Atlético Español                          | 3:0 (?:0) | Leones Negros | Estadio Azteca, Ciudad de México |                                |
|                     | Gómez ?' (a.g.) · Pardo 75' · Brandon 89' |           |               | Árbitro(s): Domingo de la Mora   | Árbitro(s): Domingo de la Mora |

| 20 de julio de 1975 | UNAM | 0:0 | América | Estadio Universitario, Ciudad de México |  |
|                     |      |     |         | Árbitro(s): Alfonso González Archundia  |  |

|                  |
| UNAM 1.er título |